# Daugavgrīva
Daugavgrīva (tyska: Dünamünde) är en stadsdel i norra Riga i Lettland. Daugavgrīva, som har anor från 1200-talet, hade 9 767 invånare år 2010.